# نيويل أ. جورج
نيويل أ. جورج هو محامي وسياسي أمريكي، ولد في 24 سبتمبر 1904 في كانساس سيتي في الولايات المتحدة، وتوفي في 22 أكتوبر 1992 في كانساس سيتي في الولايات المتحدة. نشط حزبياً في الحزب الديمقراطي. وقد انتخب عضو مجلس النواب الأمريكي ‏.